# I. liga (Cecoslovacchia)
I. liga è il nome che assunse il massimo livello del campionato cecoslovacco di calcio dal 1956 al 1993 (anno in cui fu soppresso). Tale campionato fu fondato nel 1925 con il nome Asociační Liga e nel corso delle varie edizioni cambiò più volte denominazione. In precedenza (1896-1924) fu istituito un campionato nella regione della Boemia; questo campionato era aperto a tutte le società della Cecoslovacchia ma nella maggior parte dei casi al campionato prendevano parte solo società boeme (soprattutto praghesi), raramente è successo che partecipassero anche squadre di altre regioni e la maggior parte di queste squadre proveniva dalla regione della Moravia. Il campionato in questione non ha mai messo in palio un titolo e per questo motivo è ritenuto non ufficiale.

## Storia
La prima edizione del campionato cecoslovacco si è svolta ufficialmente nel 1925. Tuttavia alle prime edizioni parteciparono solo club provenienti dalla Boemia e dalla Moravia, le squadre slovacche, infatti, cominciarono a partecipare al campionato solo a partire dalla stagione 1935-36, per questo motivo tra il 1925 e il 1933 vi fu anche un campionato slovacco, anch'esso ritenuto non ufficiale in quanto non assegnava nessun titolo.
Tra il 1938 e il 1945, a causa occupazione tedesca, la Cecoslovacchia venne scissa in due stati: il Protettorato di Boemia e Moravia e la Repubblica Slovacca; le funzioni della federazione cecoslovacca vennero sospese e per questo il campionato scomparve temporaneamente.
Al suo posto si disputarono due campionati separati, uno nel Protettorato di Boemia e Moravia e uno nella Repubblica Slovacca. Il campionato del Protettorato di Boemia e Moravia fu vinto 4 volte dallo Slavia Praga e 2 dallo Sparta Praga mentre quello della Repubblica Slovacca fu vinto 4 volte dallo Slovan Bratislava, ed una volta a testa da OPA Bratislava e Sparta.
Nel campionato boemo-moravo si distinse particolarmente Josef Bican, il quale fu capocannoniere in tutte e sei le edizioni siglando un totale di 252 reti.
Durante il comunismo si volle garantire la presenza slovacca e quindi il torneo fu l’unico nazionale, mentre la sottostante cadetteria era rigidamente divisa fra le due regioni in modo da avere una promossa per parte. 
Dal 1993, dopo la definitiva dissoluzione della Cecoslovacchia, si disputano invece il campionato ceco e il campionato slovacco.
Nel 2003 il comitato esecutivo dalla FAČR (la Federazione calcistica della Repubblica Ceca), dopo un'analisi dalla Commissione per la storia e le statistiche della FAČR, ha approvato un emendamento nel quale viene sancito che sono riconosciuti come campionati cecoslovacchi le edizioni 1912, 1913, 1919 e 1922 del campionato boemo con la motivazione che queste furono le uniche edizioni del campionato nelle quali parteciparono sia squadre boeme sia squadre provenienti da altre regioni della Cecoslovacchia. Nello stesso emendamento viene inoltre sancito che sono riconosciuti come campionati cecoslovacchi tutte le edizioni del campionato del Protettorato di Boemia e Moravia.

## Albo d'oro
Di seguito è riportato l'albo d'oro del campionato cecoslovacco di calcio. In corsivo le edizioni non riconosciute dalla federazione calcistica della Repubblica Ceca.
- 1896 (primavera):  Kickers Praga
- 1896 (autunno):  DFC Prag
- 1897 (primavera):  Slavia Praga
- 1897 (autunno):  Slavia Praga
- 1898:  Slavia Praga
- 1899:  Slavia Praga
- 1900:  Slavia Praga
- 1901:  Slavia Praga
- 1902:  ČAFC Vinohrady
- 1909:  Sparta
- 1912:  Sparta (1º)
- 1913:  Slavia Praga (1º)
- 1915:  Slavia Praga
- 1917:  DFC Prag
- 1918:  Slavia Praga
- 1919:  Sparta (2º)
- 1920:  Sparta
- 1921:  Sparta
- 1922:  Sparta (3º)
- 1923:  Sparta
- 1924:  Slavia Praga
- 1925:  Slavia Praga (2º)
- 1925-1926:  Sparta (4º)
- 1927:  Sparta (5º)
- 1927-1928:  Viktoria Žižkov (1º)
- 1928-1929:  Slavia Praga (3º)
- 1929-1930:  Slavia Praga (4º)
- 1930-1931:  Slavia Praga (5º)
- 1931-1932:  Sparta (6º)
- 1932-1933:  Slavia Praga (6º)

- 1933-1934:  Slavia Praga (7º)
- 1934-1935:  Slavia Praga (8º)
- 1935-1936:  Sparta (7º)
- 1936-1937:  Slavia Praga (9º)
- 1937-1938:  Sparta (8º)
- 1938-1939:  Sparta (9º)
- 1939-1940:  Slavia Praga (10º)
- 1940-1941:  Slavia Praga (11º)
- 1941-1942:  Slavia Praga (12º)
- 1942-1943:  Slavia Praga (13º)
- 1943-1944:  Sparta (10º)
- 1945-1946:  Sparta (11º)
- 1946-1947:  Slavia Praga (14º)
- 1947-1948:  Sparta (12º)
- 1949:  Sokol NV Bratislava (1º)
- 1950:  Sokol NV Bratislava (2º)
- 1951:  Sokol NV Bratislava (3º)
- 1952:  Sparta Bubeneč (13º)
- 1953:  ÚDA Praga (1º)
- 1954:  Spartak Praga Sokolovo (14º)
- 1955:  Slovan ÚNV Bratislava (4º)
- 1956:  Dukla Praga (2º)
- 1957-1958:  Dukla Praga (3º)
- 1958-1959:  CH Bratislava (1º)
- 1959-1960:  Spartak Hradec Králové (1º)
- 1960-1961:  Dukla Praga (4º)
- 1961-1962:  Dukla Praga (5º)
- 1962-1963:  Dukla Praga (6º)
- 1963-1964:  Dukla Praga (7º)
- 1964-1965:  Spartak Praga Sokolovo (15º)

- 1965-1966:  Dukla Praga (8º)
- 1966-1967:  Sparta ČKD Praga (16º)
- 1967-1968:  Spartak TAZ Trnava (1º)
- 1968-1969:  Spartak TAZ Trnava (2º)
- 1969-1970:  Slovan CHZJD Bratislava (5º)
- 1970-1971:  Spartak TAZ Trnava (3º)
- 1971-1972:  Spartak TAZ Trnava (4º)
- 1972-1973:  Spartak TAZ Trnava (5º)
- 1973-1974:  Slovan CHZJD Bratislava (6º)
- 1974-1975:  Slovan CHZJD Bratislava (7º)
- 1975-1976:  Baník Ostrava OKD (1º)
- 1976-1977:  Dukla Praga (9º)
- 1977-1978:  Zbrojovka Brno (1º)
- 1978-1979:  Dukla Praga (10º)
- 1979-1980:  Baník Ostrava OKD (2º)
- 1980-1981:  Baník Ostrava OKD (3º)
- 1981-1982:  Dukla Praga (11º)
- 1982-1983:  Bohemians ČKD Praga (1º)
- 1983-1984:  Sparta ČKD Praga (17º)
- 1984-1985:  Sparta ČKD Praga (18º)
- 1985-1986:  Vítkovice (1º)
- 1986-1987:  Sparta ČKD Praga (19º)
- 1987-1988:  Sparta ČKD Praga (20º)
- 1988-1989:  Sparta ČKD Praga (21º)
- 1989-1990:  Sparta ČKD Praga (22º)
- 1990-1991:  Sparta Praga (23º)
- 1991-1992:  Slovan Bratislava (8º)
- 1992-1993:  Sparta Praga (24º)

## Statistiche

### Calciatori

#### Cannonieri
1. Josef Bican 447
2. Vlastimil Kopecký 252
3. Antonin Hájek 191
4. Oldřich Nejedlý 180
5. Horst Siegl 176
6. František Kloz 175
7. Miroslav Wiecek 174
8. Jozef Adamec 170
9. Ladislav Pavlovič 164
10. Ladislav Kareš 163

#### Classifica presenze in I. liga
1. Jaroslav Šilhavý 465
2. Přemysl Bičovský 434
3. Horst Siegl 429
4. Ladislav Kuna 427
5. Jaroslav Pollák 418
6. Oldřich Machala 414
7. František Veselý II 414
8. Martin Kotůlek 412
9. Jiří Novotný 403
10. Josef Masopust 386